# Entrepôts des magasins généraux de Paris
Les Entrepôts des magasins généraux de Paris (EMGP) sont une entreprise créée à Aubervilliers dans le quartier de La Plaine Saint-Denis, le 22 août 1860,.

## Historique
Émile Pereire, leur fondateur, répondait à la demande d'approvisionnement de Paris, en profitant de la révolution ferroviaire. La compagnie se fondait sur les bâtiments parisiens, aux abords du canal Saint-Martin, de la Compagnie de l'entrepôt des Marais.
Le conseil général du département de la Seine décida en 1833 de la construction d'un entrepôt sur la rue des Marais à Paris (aujourd'hui place Jacques-Bonsergent), dit entrepôt réel des Douanes. Une ordonnance royale du 28 juin 1833 accorde alors sa concession au sieur Thomas, pour 81 ans. 
La première pierre de l'entrepôt des Marais est posée par le roi Louis-Philippe le 23 juillet 1833. Ces bâtiments sont affectés aux services de la douane et de l'octroi. Ils sont rachetés par des banquiers qui fondent la Compagnie des docks Louis-Napoléon le 20 novembre 1852.

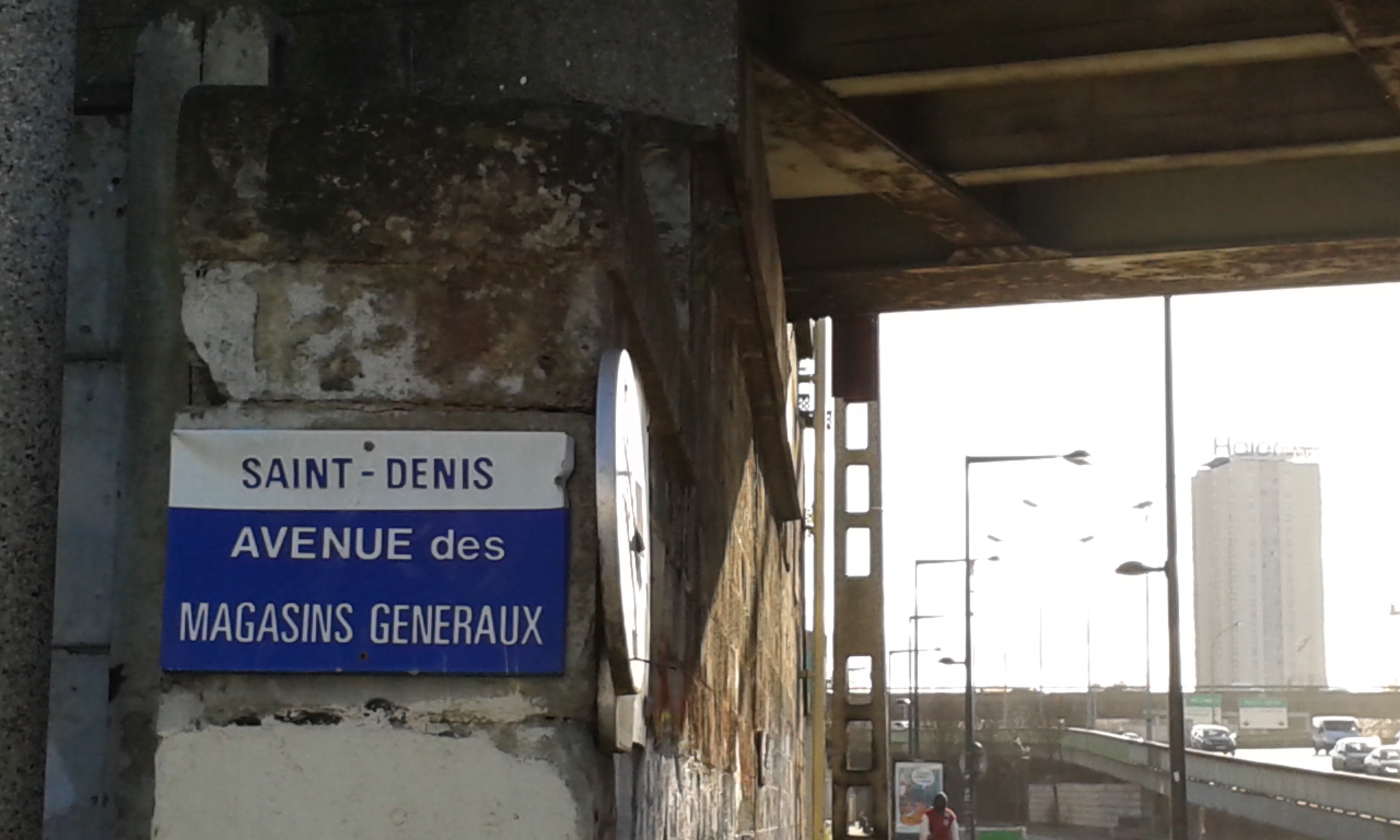
L'avenue des Magasins-Généraux, au pied du pont Hainguerlot.

Le patrimoine de la compagnie augmente par l’apport des magasins du pont de Flandre, qui appartiennent à Georges Tom Hainguerlot, entrepreneur parisien, qui les a acquis en 1866.
Le 30 janvier 1918, durant la Première Guerre mondiale, les Magasins généraux situés au no 34 rue de Cambrai sont touchés lors d'un raid effectué par des avions allemands.
Dans les années 1930, un bâtiment des Magasins généraux est construit à Pantin.
C'est maintenant une filiale du groupe Icade.

## Restauration du Parc du Pont de Flandre

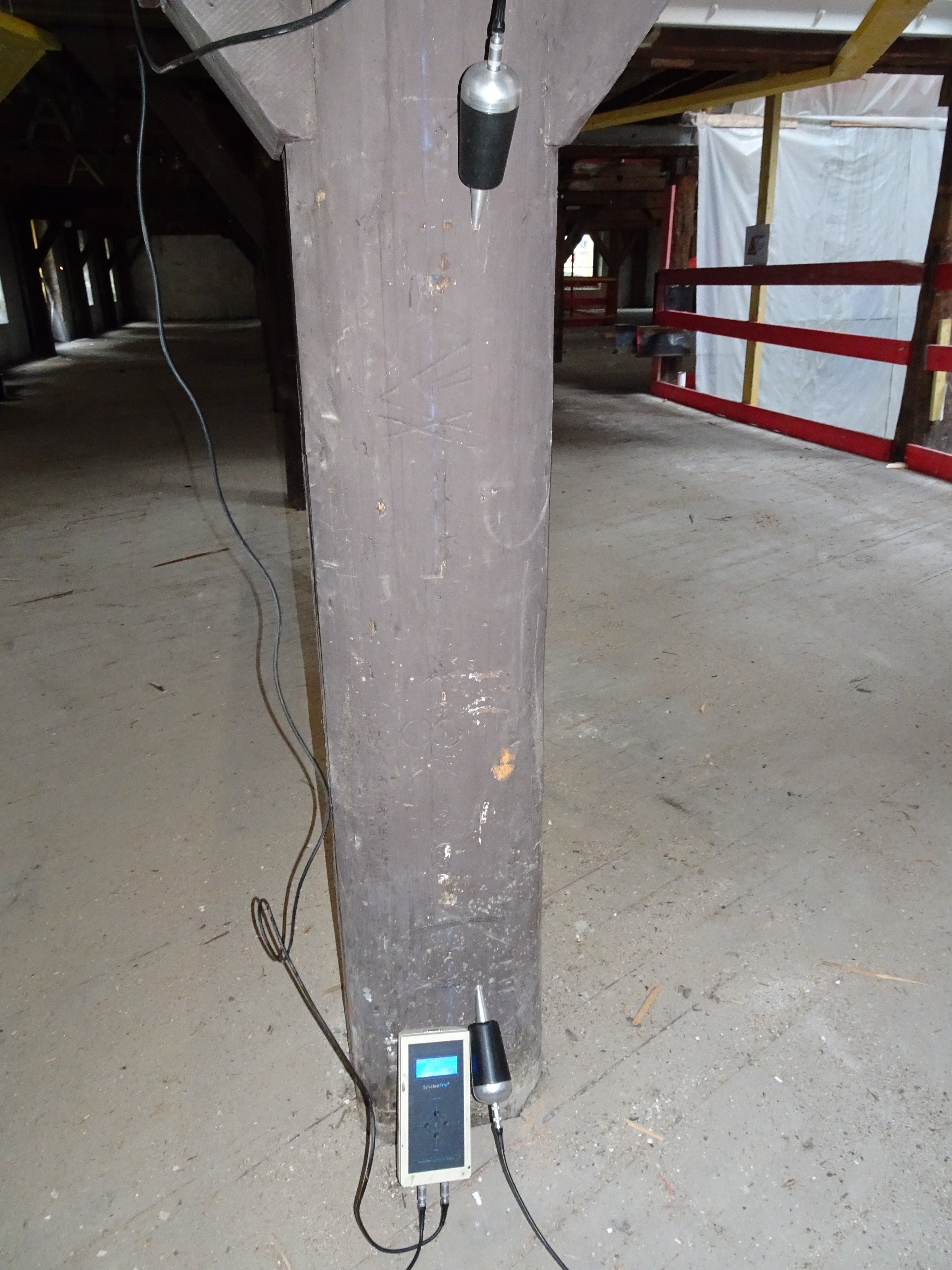
Diagnostic réalisé avec la technique des ultrasons, outil Sylvatest

Icade, dans le cadre de son projet de réaménagement des Entrepôts des magasins généraux de Paris (EMGP), confie aux architectes de l'agence CALQ, la maitrise d'œuvre pour la transformation du site en hôtel 4 étoiles. La grande particularité est que la structure existante en bois doit être restaurée et renforcée, et les façades, réhabilitées. Jean-Luc Sandoz intervient avec son expertise bois pour procéder au diagnostic des structures primaires en poteaux poutres chêne et pour la conception et la réalisation des techniques de renforcement,.

Cette technologie non-destructive à ultrasons permet de ne pas abîmer davantage les structures existantes et aussi d'établir une feuille de route à suivre pour l'assainissement et la restauration,.

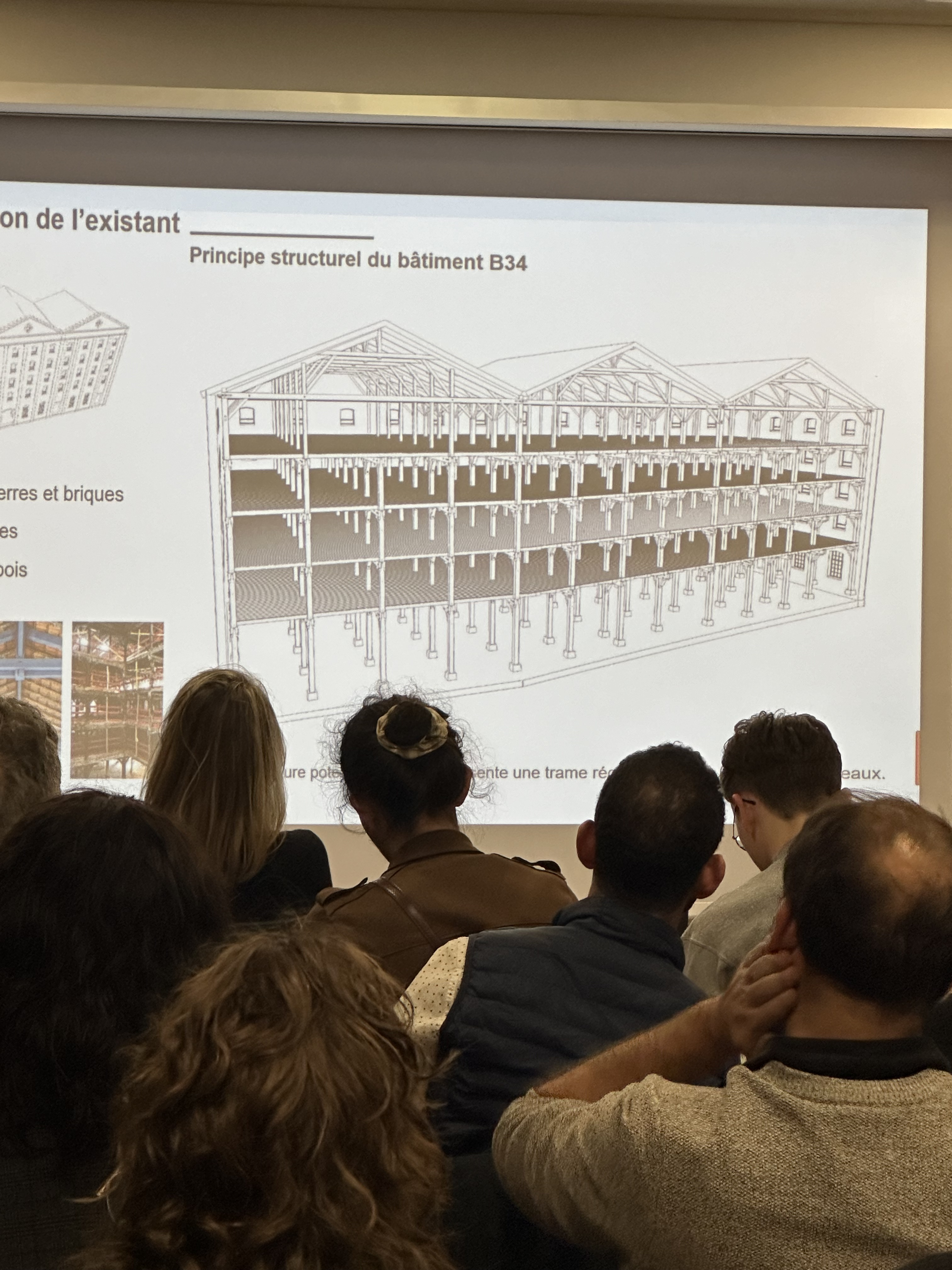
Présentation de la réhabilitation des structures bois des anciens entrepôts.
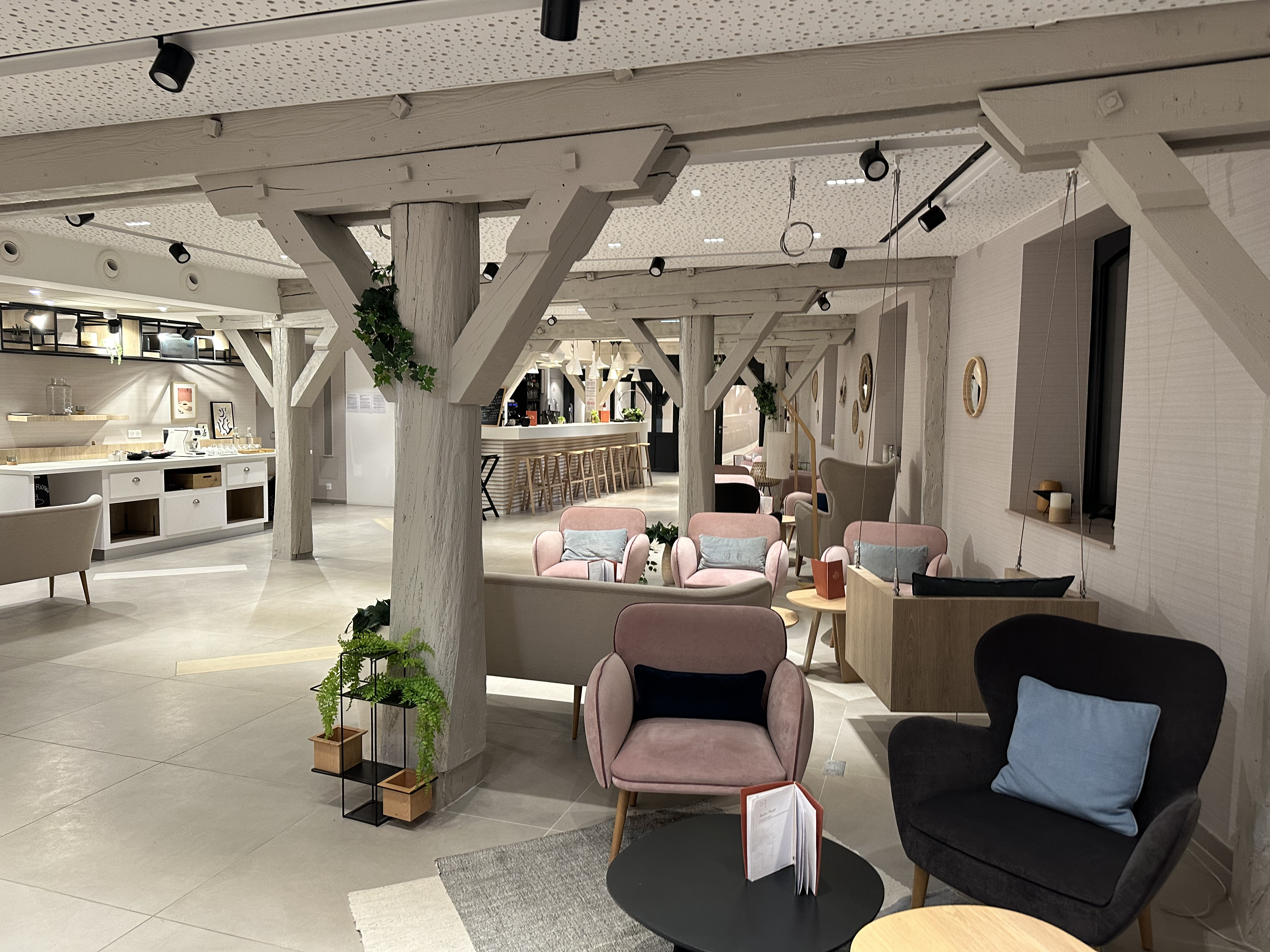
Anciennes structures des EMGP dans le lobby de l'hôtel Hilton.
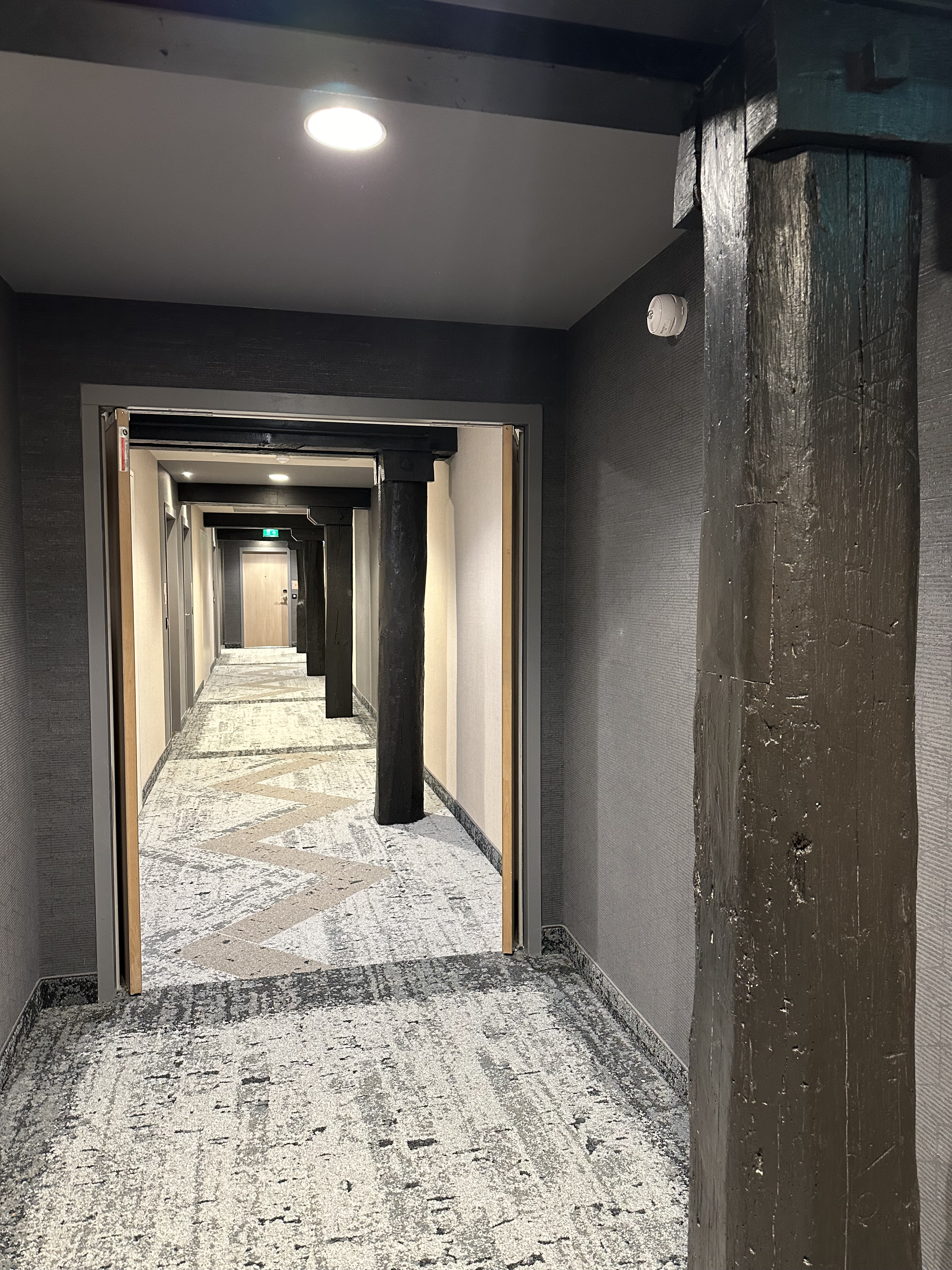
Anciennes structures des EMGP dans un couloir de l'hôtel.

## Toponymie

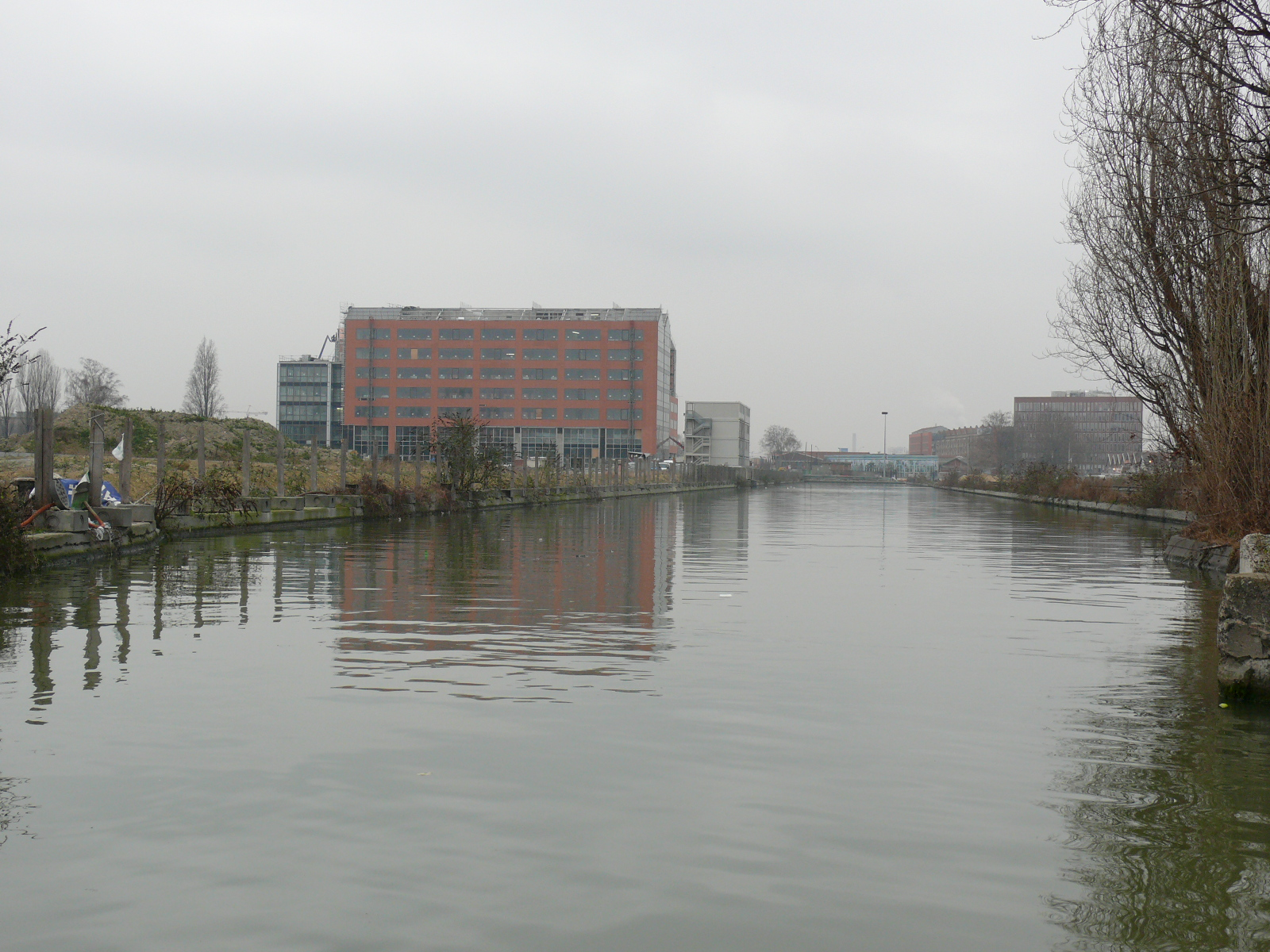
La darse de la Charbonnière ou des Magasins généraux, creusée en 1854 à Aubervilliers, vue en 2006.

- Cette entreprise a donné son nom à l'« avenue des Magasins-Généraux » à Saint-Denis et, sur le canal Saint-Denis, à la « darse des Magasins-Généraux » qui donne dans le bassin Corentin-Cariou.
- La ligne ferroviaire de La Plaine à Pantin traverse l'avenue du Président-Wilson sur le pont Hainguerlot, du nom de l'entrepreneur.